# Phyaces
Phyaces Simon, 1902 è un genere di ragni appartenente alla Famiglia Salticidae.

## Distribuzione
L'unica specie oggi nota di questo genere è un endemismo dello Sri Lanka.

## Tassonomia
A dicembre 2010, si compone di una sola specie:
- Phyaces comosus Simon, 1902[2] — Sri Lanka

### Specie trasferite
- Phyaces furiosus Hogg, 1919; trasferita al genere Simaetha Thorell, 1881[1].